# Революция 14 июля
Революция 14 июля (араб. حركة 14 تموز 1958‎) — военный переворот в Ираке в 1958 году, закончившийся упразднением монархии, расстрелом королевской семьи и установлением республиканской формы правления.

## Предпосылки
Ирак являлся конституционной монархией, во главе которого стояла династия Хашимитов. Молодой король Фейсал II бин Гази фактически был отстранён от управления страной. Внутренней и внешней политикой Ирака распоряжалась придворная элита под руководством принца Абд аль-Илаха.
В начале февраля 1957 либерально-националистические Национально-демократическая партия и Партия независимости, лево-либеральная ПАСВ и ИКП приняли решение объединиться во Фронт национального единства (ФНЕ) . ДПК из-за недоверчивого к ней отношения арабских националистов не вступила во Фронт, но поддерживала с ним связь через Компартию. Программа ФНЕ предусматривала отстранение от власти Нури Сайда, выход страны из Багдадского пакта и осуществление демократизации политического строя, освобождение Ирака от иностранного вмешательства, проведение политики позитивного нейтралитета. Программа ФНЕ получила поддержку со стороны националистических организаций и нелегальной армейской организации «Свободные офицеры». «Патриотически настроенные» иракские военные во главе с генералом А. К. Касемом и полковником А. С. Арефом выступили против правящего режима. Военное выступление было согласовано с руководством ФНЕ.
В декабре 1957 года, когда Фейсалу II доложили о том, что среди силовиков растёт недовольство режимом, он приказал выдавать боеприпасы лишь тем частям, которые направляются на боевые задания.

## Ход событий

### 13 июля
13 июля до поздней ночи в королевском дворце Каср ар-Рихаб шёл пышный банкет в честь отъезда в Стамбул короля Фейсала II, Нури Саида и Абдул Иллаха на совещание стран-участниц Багдадского пакта, назначенное на 14 июля 1958 года в Стамбуле. В багдадском аэропорту заканчивались последние приготовления самолёта, который должен был доставить иракскую делегацию в Турцию. Все это происходило в канун свадьбы монарха.

### 14 июля
В ночь на 14 июля Нури Саид дал указание начальнику иракского Генерального штаба Магомеду аль-Джабраилу направить две бригады на запад для участия в американской интервенции в Ливане. Несколько часов спустя 19-е и 20-е войсковые соединения, находившиеся под общим командованием генерала Абдель Керима Касема, двигаясь от мест своей постоянной дислокации, достигли окраин столицы, что предусматривалось по плану. Но вот тут они развернулись на 90 градусов, совершили резкий марш-бросок в центр города и достигли королевской резиденции ар-Рихаб.
В 4:20 утра дворец был со всех сторон окружён солдатами. Фейсал II и его родственники пытались делать какие-то распоряжения, но прекрасно вооружённый гвардейский полк — как видно, по предварительной договорённости с повстанцами — сразу же перешёл на их сторону. Лишь несколько человек сохранили верность присяге и приготовились принять бой. Но Касем велел просто методично обстреливать ар-Рихаб из пушек, в результате чего начался пожар. Уже через полчаса удушливый чёрный дым заставил осаждённых сдаться. Тогда через мегафон королевской семье было приказано покинуть горящее здание и собраться во внутреннем дворе. Из дворца вышли 14 человек: все члены королевской семьи, которые находились в это время в резиденции. Все они держали над головами Коран — в знак того, что просят о пощаде.
Затем лейтенант Абдель Саттар аль-Абоси велел вышедшим встать у стены. А вот что именно случилось дальше — неизвестно. По одной из версий, у молодого офицера сдали нервы: ему вроде бы показалось, что кто-то из арестованных принцев тянется за пистолетом — и он приказал открыть огонь.
Выжила только супруга наследного принца — принцесса Хайям: раненую женщину заговорщики приняли за мёртвую и оставили лежать под телами расстрелянных родственников. Позже ей сохранили жизнь и отправили в военный госпиталь «аль-Рашид».
Труп Фейсала II выставили на всеобщее обозрение перед его бывшей резиденцией. В отличие от других представителей королевской семьи, над трупом молодого короля не стали глумиться, тайно предав его земле.
Ещё хуже обошлись с телом издавна непопулярного, даже ненавидимого в народе, и особенно в столице, Абд аль-Илаха (регент несколько раз вводил в Багдаде комендантский час, ещё в малолетство Фейсала, а также подавил — при помощи британцев — антианглийское восстание 1941 года). Вот как об этом вспоминал очевидец тех событий пластический хирург доктор Ала Башир, ставший впоследствии личным врачом Саддама Хусейна:
У дворца валялся обнаженный труп Абд аль-Илаха. Толпа раздобыла верёвку, кто-то подогнал небольшой грузовой автомобиль. Тело привязали к грузовику и поволокли по улицам под глумливые крики. Поездка мертвеца закончилась на площади Мучеников в центре города. Мы с братом влились в огромную кричащую толпу, которая тянулась за машиной. На площади труп Абд аль-Илаха был повешен на фонарном столбе, а затем его разделали, как тушу на бойне.
Когда с членами королевской семьи было покончено, в стране оставался лишь один человек, которого необходимо было ликвидировать, — премьер-министр. Мятежники бросились на поиски Нури Саида. 70-летний политик каким-то образом в последний момент скрылся из столицы на вёсельной лодке. Потом он вернулся в Багдад в женской одежде. Но его каким-то образом сумели опознать. Дальше есть две версии:
1. он успел выхватить пистолет и застрелиться
2. его застрелил оказавшийся рядом военный.

Тело Нури Саида, 14 раз занимавшего премьерское кресло, несколько дней лежало прямо посреди площади, пока неизвестно по чьему приказу солдаты не увезли его и не захоронили в неизвестном же месте.
В шесть часов утра 15 июля по радио на всю страну объявили, что в стране произошло вооружённое восстание против тирании, король и династия низложены, правительство распущено. Один из лидеров революции, Абдель Салям Ареф, зачитал воззвание к соотечественникам:
Братья! Победа может быть полной только при поддержке народа и его участии в противодействии возможным заговорам империалистов против молодой Иракской республики. Вы все должны собраться у дворца ар-Рихаб, чтобы поддержать нас!
Через некоторое время площадь у бывшей королевской резиденции действительно наполнилась людьми. Памятник основателю королевской династии Фейсалу I сбросили в Тигр, сожгли дома нескольких министров и британское посольство (этот пожар удалось погасить).

## Последствия
Сразу после 14 июля рычаги управления страной попали в руки непосредственных вождей переворота. Первое «суверенное республиканское правительство» возглавил официальный лидер организации «Свободные офицеры» 44-летний бригадный генерал Абдель Керим Касем, а его заместителем стал руководитель националистического крыла «Свободных офицеров» 37-летний Абдель Салям Ареф. На самом деле многое оказалось не выполнено. Касем вывел Ирак из Багдадского пакта, убрал из страны британские военные базы и заключил с СССР договор о военной и технической помощи. Запретив все партии, он позволил коммунистам действовать полулегально и даже создавать вооружённые отряды, ставшие до поры до времени опорой его власти.
Военные власти обрушили репрессии против монархических элементов. В касемовских застенках были уничтожены множество сановников и сторонников Хашимитской монархии. В тюрьму брошены видные деятели монархического режима — начальник Королевской Военной Разведки генерал Ахмед Маре, генерал Вифик Ареф и другие.
В ходе переворота 8 февраля 1963 года Касем был свергнут и казнён.